# Кіріцешть (Уда, Арджеш)
Кіріцешть, Кіріцешті (рум. Chirițești) — село у повіті Арджеш в Румунії. Входить до складу комуни Уда.
Село розташоване на відстані 126 км на захід від Бухареста, 21 км на захід від Пітешть, 84 км на північний схід від Крайови, 120 км на південний захід від Брашова.

## Населення
За даними перепису населення 2002 року у селі проживали 164 особи, усі — румуни. Усі жителі села рідною мовою назвали румунську.